# Кум-Косяк
Кум-Кося́к (рос. Кум-Кося́к, башк. Ҡом-Косяк) — присілок у складі Белебеївського району Башкортостану, Росія. Входить до складу Малиновської сільської ради.
20 липня 2005 року до складу присілка було приєднано присілки 1430 км та 1432 км.
Населення — 41 особа (2010; 49 в 2002).
Національний склад:
- башкири — 70 %